# Palo Alto Battlefield National Historic Site
Palo Alto Battlefield National Historic Site in de buurt van Brownsville (Texas) was de locatie van de Slag bij Palo Alto op 8 mei 1846. Het was het eerste grote conflict in een grensgeschil dat al vlug de Mexicaans-Amerikaanse Oorlog werd. Het Amerikaanse leger zegevierde hier, waardoor de invasie van Mexico mogelijk werd. Deze historische plek laat de achtergrond van de slag en de oorlog zien en ook de oorzaak en gevolgen vanuit zowel de Amerikaanse als de Mexicaanse kant.

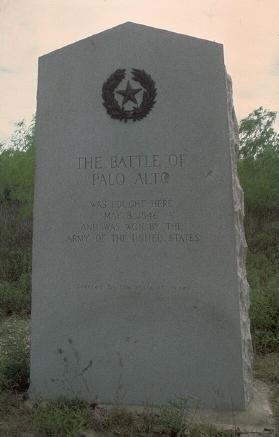
Battle of Palo Alto-monument

De National Park Service heeft iets meer dan een derde van het oorspronkelijke land verworven, inclusief de 1,2 km² van het zuidelijke centrale slagveld, waar de Mexicaanse troepen gelegerd waren tijdens de Slag bij Palo Alto. Privélandeigenaren bezitten tegenwoordig nog 8 km² van het slagveld. Mesquite (Prosopis glandulosa) overwoekert het landschap waardoor de natuur en culturele bronnen van het park bedreigd worden.
Palo Alto Battlefield werd op 19 december 1960 als National Historic Landmark erkend. Het werd een National Historical Park op 10 november 1978, met ook een grenscorrectie op 23 juni 1992.